# 瞳順子
瞳 順子（ひとみ じゅんこ、1955年2月3日 - ）は、日本の元女優。本名、渡辺 美代子。
静岡県富士市出身。目白学園高等学校卒業。プロモーション・プラスワンに所属していた。

## 人物
1969年、内向的な性格を直すために劇団フジに入団。1971年に上京後、数本の舞台に出演後、1972年、『ウルトラマンA』（TBS）第21話に、三景 順子の芸名でテレビ初出演。
瞳 順子に改名後は、テレビドラマ『新諸国物語 笛吹童子』（1972年・TBS）、『鞍馬天狗』（1974年・日本テレビ）、『賞金稼ぎ』（1975年・NET）にレギュラー出演するなど、時代劇を中心に活動する。時代劇の出演作が多いことについて、当時のインタビューでは、「たまたま多くなっただけで、着物には自信がない」とコメントしている。
映画には、『子連れ狼 地獄へ行くぞ!大五郎』『極道VSまむし』『白熱（デッドヒート）』に出演している。
1975年、『虹のエアポート』（TBS）で現代劇に初のレギュラー出演。当時の紹介記事では「共演者が若い人が多いのでファイトが出ます」と述べている。
趣味は、バレーボール、ドライフラワー作り。

## 出演

### テレビドラマ
- ウルトラマンA 第21話「天女の幻を見た!」（1972年、TBS） - 天女アプラサ ※三景順子名義
- 新諸国物語 笛吹童子（1972年 - 1973年、TBS） - 桔梗
- 熱血猿飛佐助 第21話 「風花によみがえる剣豪」（1973年、TBS） - 美津
- 白獅子仮面（1973年、NTV） - 大岡縫
- 必殺シリーズ（ABC）
  - 必殺仕置人 第24話「疑う愛に迫る魔手」（1973年） - おとよ
  - 暗闇仕留人 第26話「拐かされて候」（1974年） - おさき
  - 必殺仕事人 第52話「潜り技隠し黄金止め」（1980年） - みゆき
- 大江戸捜査網 第3シリーズ（12Ch） 　
  - 第11話「隠密同心射たれる!」（1973年） - おしの
  - 第45話「消えた死美人」（1974年） - 由美
  - 第124話「芸者殺しの罠」（1976年） - お涼
  - 第164話「撃滅! 江戸の黒い霧」（1976年） - 妙
  - 第235話「恋なさけ 捨身の十手魂」（1978年）
  - 第249話「美女誘拐 恐怖の逢びき」（1978年）
  - 第293話「命の鍵を解く男」（1979年） - おりょう
  - 第354話「十手に賭けた同心魂」（1980年） - お稲
  - 第412話「意地悪婆さん 危機一髪!」（1981年） - お絹
- 唖侍鬼一法眼 第15話 「消えた賞金稼ぎ」（1974年、NTV）
- 荒野の素浪人（1974年、NET）
  - 第11話「地獄の沙汰」
  - 第36話「廃墟の絶唱」
- 鞍馬天狗（1974年、NTV） - おせい
- ふりむくな鶴吉（1974年、NHK）
- 賞金稼ぎ（1975年、NET） - 千枝
- 遠山の金さん（NET → ANB/東映）杉良太郎版
  - 第1シリーズ
    - 第7話「その錠を破れ!!」（1975年）-おちよ
    - 第63話「愛と憎しみの果て」（1976年）- 志乃
    - 第84話「地獄のかっぽれ」（1977年）- おのぶ

  - 第2シリーズ 
    - 第15話「嘘つき小僧が飛んで来た！」(1979年5月31日）- お染
    - 第19話「桜吹雪に散る涙」(1979年7月5日）- おいね
    - 第30話「怨みをはらす紅化粧」(1979年10月18日）- おとき
- 虹のエアポート（1975年、TBS） - 明子
- 伝七捕物帳 第92話「涙にかくす親ごころ」（1975年、NTV）- お光
- 十手無用 九丁堀事件帖（1976年、NTV） 第18話「死を招く黄色い水」
- 江戸の旋風シリーズ（CX）
  - 同心部屋御用帳 江戸の旋風 第41話 「寒椿の浪人」（1976年）
  - 同心部屋御用帳 江戸の旋風II - 同心部屋御用帳 江戸の旋風III（1977年  - 1978年） - 林田綾
- 木下恵介・人間の歌シリーズ / 遥かなる海（1976年、TBS）
- 五街道まっしぐら! 第7話「びわ湖に散った沙羅の花」（1976年、NET）
- 江戸特捜指令 第21話「大波乱!太鼓が呼んだ黒い雲」（1977年、TBS）
- ご存知!女ねずみ小僧 第11話 「雨戸の陰に誰かいる」（1977年、CX） - おかよ
- 人形佐七捕物帳 第6話「音羽の猫は金の爪」（1977年、ANB）
- 新五捕物帳（NTV）
  - 第41話「露の情け」（1978年）
  - 第79話「夢に消えた父子唄」（1979年）
  - 第85話「入墨者のひとり唄」（1979年）
  - 第100話「風車の唄」（1980年） - おきよ
  - 第111話「怪談・三味線堀」（1980年）
- 水戸黄門（TBS）
  - 第8部 第22話「海鳴り龍王岬 -高知-」（1977年） - おいち
  - 第9部 第18話「命を賭けた忍びの掟 -五箇山-」（1978年） - 由美
  - 第10部 第20話「名工二代志野茶碗 -多治見-」（1979年） - おるい
- 気まぐれ本格派 第35話「あの一寛が見合病?!」（1978年）
- 吉宗評判記 暴れん坊将軍
  - 第25話「素破!天下の一大事」（1978年） - お咲
  - 第53話「からくち一番!母子酒」（1979年） - おとき
  - 第119話「女狐が泣いた人情纒」（1980年） - おたみ
- 破れ新九郎 第2話「えん魔がくれた千両箱」（1978年、ANB） - お染
- 疾風同心 第20話「娘を狙う恐怖の牙」（1979年、12ch） - お由
- 江戸の牙 第23話「笑って泣いて 長屋の恋の物語」（1980年、ANB） - お米
- 雪姫隠密道中記 第6話「法師が招く船幽霊」（1980年、MBS） - お久美
- 斬り捨て御免! 第1シリーズ 第9話「中仙道に草笛が哭く」（1980年、東京12ch） - 梓姫
- 太陽にほえろ! 第431話「誰が彼を殺したか」（1980年、NTV） - 本田澄子
- 土曜ワイド劇場（1981年、ANB）
  - 「二重誘拐・花嫁の身代金」
  - 「通り魔連続殺人・襲われた団地妻」
- 花王愛の劇場 / 下町の空（1981年、TBS）
- お命頂戴! 第7話「父娘血涙の拷問蔵」（1981年、TX）

### 映画
- 賞金首 一瞬八人斬り（1972年、東映） - 千枝
- 子連れ狼 地獄へ行くぞ!大五郎（1974年、勝プロダクション） - 柳生香織
- 極道VSまむし（1974年、東映） - 西宮恭子
- 喜劇 百点満点（1976年、東宝） - 東田かおり
- 白熱（デッドヒート）（1977年、東宝） - 典子

### その他のテレビ番組
- ブンブンバンバン （NBN） - アシスタント
- ラブラブショー